# Triumfetta gossweileri
Triumfetta gossweileri är en malvaväxtart som beskrevs av Arthur Wallis Exell och Mendonca. Triumfetta gossweileri ingår i släktet triumfettor, och familjen malvaväxter. Inga underarter finns listade i Catalogue of Life.